# Gerhard Ertl
Gerhard Ertl (ur. 10 października 1936 w Stuttgarcie) − niemiecki fizyk i chemik, laureat Nagrody Nobla w dziedzinie chemii, specjalista w zakresie katalizy heterogenicznej i fizykochemii powierzchni.

## Życiorys
W latach 1955−1957 studiował fizykę na Uniwersytecie w Stuttgarcie. Od 1957 roku kontynuował studia na Sorbonie, a w latach 1958−1959 na Uniwersytecie Ludwika i Maksymiliana w Monachium. Dyplom z fizyki uzyskał w 1961 roku na Uniwersytecie w Stuttgarcie, po czym przeniósł się, wraz ze swoim promotorem Heinzem Gerischerem, na Uniwersytet Techniczny w Monachium, gdzie w 1965 roku uzyskał stopień doktora. Tematem jego rozprawy doktorskiej była kinetyka katalitycznego utleniania wodoru na monokryształach germanu.
W Monachium pracował do 1968 roku, potem przeniósł się na Uniwersytet Leibniza w Hanowerze, gdzie kierował Instytutem Chemii Fizycznej i Elektrochemii. W 1973 wrócił do pracy na Uniwersytecie w Monachium, gdzie pracował do 1986. Do przejścia na emeryturę w roku 2004 pracował w Fritz-Haber-Institut der Max-Planck-Gesellschaft w Berlinie, po czym pozostał tam jako profesor emerytowany.
Gerhard Ertl i jego żona Barbara mają dwoje dzieci i kilkoro wnucząt. Gerhard Ertl jest pianistą amatorem i hodowcą kotów.

## Dokonania naukowe
Jego najbardziej znane prace dotyczyły określenia szczegółowych mechanizmów molekularnych reakcji mających miejsce podczas katalizy heterogenicznej. Opisał mechanizm katalitycznej syntezy amoniaku na powierzchni żelaza, zachodzącej podczas syntezy metodą Habera i Boscha oraz katalityczne utlenianie tlenku węgla na powierzchni palladu (reakcja zachodząca w katalizatorach samochodowych).
W trakcie swoich badań odkrył istnienie reakcji oscylacyjnych na powierzchni platyny i przy pomocy skaningowego mikroskopu elektronowego wykonał jako pierwszy obrazy oscylacyjnych zmian na powierzchni, które były dowodem na zachodzenie tych reakcji. W późniejszym czasie stał się też specjalistą od badania reakcji chemicznych na powierzchni za pomocą skaningowego mikroskopu tunelowego.
Profesor Ertl jest laureatem wielu nagród, między innymi Nagrody Japońskiej (1992) i Nagrody Wolfa (1998). 10 października 2007, w dniu swoich 71. urodzin, otrzymał Nagrodę Nobla w dziedzinie chemii za badania procesów chemicznych zachodzących na powierzchni ciał stałych. 23 października 2009 otrzymał tytuł doktora honoris causa Uniwersytetu Marii Curie-Skłodowskiej w Lublinie, a 6 maja 2011 Uniwersytetu Technologiczno-Przyrodniczego w Bydgoszczy.